# Stary Lubotyń
Stary Lubotyń is een dorp in het Poolse woiwodschap Mazovië, in het district Ostrowski (Mazovië). De plaats maakt deel uit van de gemeente Stary Lubotyń.